# Bezirksgericht Klaipėda
Das Bezirksgericht Klaipėda (lit. Klaipėdos apygardos teismas) ist der drittgrößte der fünf Apygardos teismas in Litauen. Der Sitz ist in der nordwestlitauischen Großstadt Klaipėda (183.000 Einwohner). Es gibt Abteilung für Strafsachen (Vorsitzende ist Arvydas Daugėla) und Abteilung für Zivilsachen (Vorsitzende ist Rimvida Zubernienė).  Insgesamt gibt es 24 Richter, 41 Beamten, 6 Beamtenanwärter und 27 Arbeitnehmer (Stand: 2008).

## Gerichtsvorsitzende
- 1998–2010: Algirdas Gailiūnas (* 1948)
- Seit 2010: Arvydas Daugėla

## Kreisgerichte
Das Bezirksgericht Klaipėda ist das Gericht der 2. Instanz für Entscheidungen folgender Kreisgerichte:
| - Kreisgericht Kretinga, Kretinga - Kreisgericht Palanga, Palanga - Kreisgericht Plungė, Plungė | - Kreisgericht Skuodas, Skuodas - Kreisgericht Šilalė, Šilalė - Kreisgericht Šilutė, Šilutė | - Kreisgericht Tauragė, Tauragė - Kreisgericht Klaipėda, Klaipėda - Stadtkreisgericht Klaipėda |